# Aeroporto de Caçador
O Aeroporto de Caçador - Carlos Alberto da Costa Neves é um aeródromo civil público brasileiro que serve o município catarinense de Caçador.
Conta com pista asfaltada de 1 873 metros de comprimento.
Em novembro de 2023 foram entregues obras que permitem a operação de aeronaves de maior porte.

## Informações técnicas
- Indicação IATA: CFC
- Indicação ICAO: SBCD
- Localização: 26 47 23S/050 56 23W
- Dimensões da Pista (m): 1 873 x 30
- Pavimentação: ASPH 25/F/A/X/T
- Designação da Cabeceira: 02 - 20
- Frequência de Rádio (rádio): 130.050
- Distância do Aeroporto até o Centro da Cidade: 5 km

## Voos comerciais
Não há voos comerciais. Uma companhia aérea ofereceu voos de  2007 a 2013.